# Patrycja Mikszto

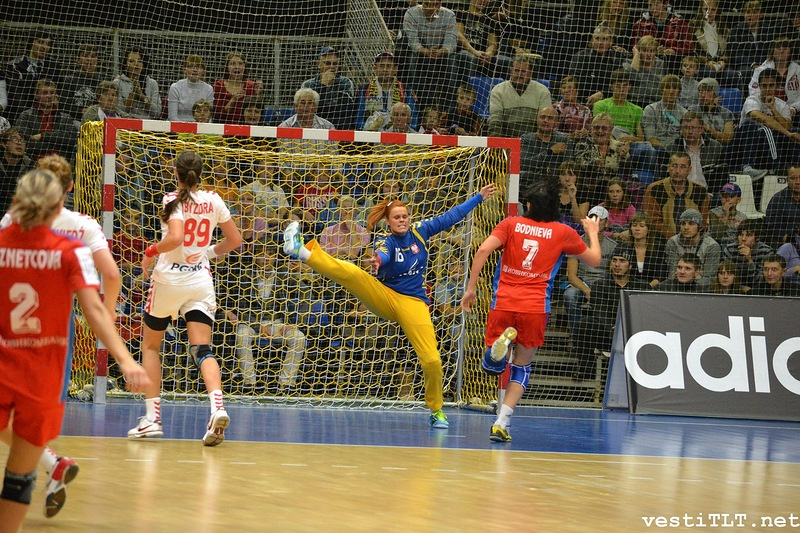

Patrycja Mikszto (ur. 26 maja 1983 roku w Chorzowie) – polska piłkarka ręczna, zawodniczka kadry narodowej grająca na pozycji bramkarki. Mistrzyni Polski (2012).

## Życiorys
Jest wychowanką Zrywu Chorzów, następnie występowała w KPR Ruch Chorzów. Latem 2004 została zawodniczką AZS AWF Katowice. W sezonie 2006/2007 przeszła do Łącznościowca Szczecin. Od sezonu 2007/2008 występowała w klubie AZS AWFiS Dablex Gdańsk, zdobywając z nim wicemistrzostwo Polski w 2008. Wobec kłopotów finansowych gdańskiego klubu od stycznia 2009 reprezentowała barwy Startu Elbląg. W sezonie 2009/2010 została zawodniczką GTPR Gdynia i zdobyła z tym klubem kolejno dwa brązowe medale mistrzostw Polski (2010, 2011) i mistrzostwo Polski (2012).
W reprezentacji Polski seniorek debiutowała 23 września 2010 w towarzyskim spotkaniu z Chinami.